# St Paul’s Church (Hamstead)
St Paul’s Church ist eine Pfarrkirche der Church of England in Birmingham (England). Sie steht unter Denkmalschutz als Grade-II-Bauwerk.

## Geschichte
Die Kirche wurde 1865 als Missionarsgemeinschaft gegründet. Später wurde die Finanzierung für eine ständige Kirche gefunden. Der Grundstein wurde von Augustus Gough-Calthorpe, 6. Baron Calthorpe am 27. Juli 1891 gelegt. Das vom Architekten William Davis gezeichnete Gotteshaus wurde mit Backstein gebaut. Die Bauunternehmer waren Harley and Son of Smethwick. Die Kirche wurde am 29. September 1892 von Augustus Legge, dem Bischof von Lichfield, eingeweiht.
1894 wurde die Pfarre aus Landstücken der Pfarren St Mary (Handsworth) und St John the Evangelist (Perry Barr) beauftragt.

## Ausstattung
Die Kirche ist 29 Meter lang und 12 Meter breit. Sie besteht aus einem Langhaus mit Hauptschiff und nördlichem und südlichem Seitenschiff, nördlichem und südlichem Querhaus und einem Chor.
Das Gebäude kann bis zu 450 Personen empfangen.